# Droulers-Tsiionhiakwatha
Droulers-Tsiionhiakwatha est le site archéologique d'un ancien village d'Iroquoiens du Saint-Laurent situé à Saint-Anicet au sud-ouest de Salaberry-de-Valleyfield. Le village a été occupé vers 1450 sur une période de 20 ans. Avec sa population estimée de 600 à 800 habitants, il s'agit du plus grand site villageois pré-contact à avoir été mis au jour au Québec. Il a été cité site patrimonial par la municipalité de Saint-Anicet et désigné en 2007 comme lieu historique national du Canada. En 2017, il a été classé comme site patrimonial par le ministère de la Culture et des Communications.